# Jean I de Montmorency
Jean I de Montmorency fue un noble y militar francés del siglo XIV.

## Biografía
Descendiente de los Reyes Hugo Capeto y Balduino II de Jerusalén, Jean I de Montmorency nació en 1281 como hijo del segundo matrimonio de su padre Mathieu IV de Montmorency, llamado "El Grande", Primer Barón Cristiano, Primer Barón de Francia, XII Señor y Barón de Montmorency, Gran Chambelán y Mariscal de Francia, con Jeanne de Lévis-Mirepoix.
En agosto de 1303, aparece nombrado junto a su señor padre y a los Condes de Valois, de Dreux y de Dammartin, a Jean de Vendôme y a otros Caballeros, en el rol de los señores grandes feudatarios del Reino que fueron a Arrás para acompañar a S.M. el Rey Felipe IV de Francia, "El Hermoso", en Flandes. Se halló en 1304 en la Batalla de Mons-en-Pévèle junto a dicho monarca. 
Sucedió a su hermano Mathieu V de Montmorency, fallecido sin descendencia en 1305, en la jefatura de la Casa de Montmorency, por lo que asumió la titularidad de los Señoríos feudales de Montmorency, Écouen, Damville, Argentan, Bonneval.
Falleció en junio de 1325 y fue sepultado en la iglesia de Saint-Maclou de Conflans-Sainte-Honorine.

## Títulos
- Primer Barón Cristiano
- Primer Barón de Francia
- XIV Señor y Barón de Montmorency

## Matrimonio y descendencia

Escudo de armas de la Casa de Calletot.

Jean I de Montmorency contrajo matrimonio con Jeanne de Calletot (1285-1350), Dama de Berneval-en-Caux, hija del Caballero Roberto de Calletot, Señor de Berneval-en-Caux, y de Jeanne de Houdenc. Fueron los legítimos progenitores de:
- 1. Charles I de Montmorency,[2] Primer Barón Cristiano, Primer Barón de Francia y XV Señor y Barón de Montmorency.
- 2. Jean IV de Montmorency,[2] Señor de Argentan y de Maflers, fue elegido Obispo de Orléans en 1350, siendo entronizado el 8 de febrero de  1355. Falleció el 3 de julio de 1364.
- 3. Mathieu de Montmorency,[2] Señor de Auvremesnil, de Bouqueval y de Goussainville, casado con Eglantine de Vendôme, fue el fundador de la Rama de Auvremesnil de la Casa de Montmorency.
- 4. Isabeau de Montmorency,[2] casada por contrato el 13 de octubre de 1336 con Jean de Châtillon, Señor de Châtillon-sur-Marne y Gran Maestre de Francia.
- 5. Jeanne de Montmorency,[2] casada con el Caballero Thibaud de Rochefort, Señor de Rochefort en Bretaña.